# Бесора, Жуаким
Жуаким Сальват Бесора (кат. Joaquim Salvat Besora; 18 декабря 1980, Ла-Сельва-дель-Камп, Испания) — андоррский футболист, нападающий. Провёл 1 матч за национальную сборную Андорры.
В 2014 году играл за мини-футбольный клуб «Энкам» и сборную Андорры по мини-футболу.

## Биография

### Клубная карьера
В 2010 году начал играть за команду «Сан-Жулиа», которая выступала в чемпионате Андорры. В июле 2010 года Бесора принял участие в двух матчах второго раунда Лиги Европы против финской МюПа-47. Андоррцы уступили с общим счётом (8:0). В сентябре 2010 года в матче за Суперкубок Андорры Бесора забил гол с пенальти в ворота «Санта-Коломы» и помог своей команде победить во встрече со счётом (3:2). В чемпионате Андорры 2010/11 «Сан-Жулиа» завоевала серебряные медали, а в Кубке стала победителем. В финале турнира забил два гола в ворота «Унио Эспортива Санта-Колома». В июле 2011 года сыграл в двух играх второго квалификационного раунда Лиги Европы против клуба «Бней Иегуда». По сумме двух встреч израильтяне выиграли со счётом (4:0).
Летом 2012 года перешёл в «Унио Эспортива Санта-Колома». Жуаким Бесора принял участие в 1 поединке первого раунда квалификации Лиги Европы против нидерландского «Твенте» (6:0). В сезоне 2012/13 команда стала бронзовым призёром чемпионата и обладателем Кубка карликового государства. В следующем сезоне 2013/14 клуб стал серебряным призёром первенства Андорры. В июле 2014 года сыграл в двух поединках первого квалификационного раунда Лиги Европы против «Металлурга» из Скопье. По сумме двух встреч македонцы одержали победу со счётом (5:0).
В 2014 году выступал за мини-футбольный клуб «Энкам», принял участие в Кубке УЕФА 2014/15. Также играл за «Энкам» в чемпионате Андорры по футболу. В 2015 году являлся игроком «Интера» из Эскальдеса.

### Карьера в сборной
В 2011 году главный тренер национальной сборной Андорры Кольдо пригласил Жуакима Бесора в стан команды карликового государства, которая является одним из аутсайдеров мирового футбола. Тогда ему было 31 год. 4 июня 2011 года дебютировал составе Андорры в отборочном матче на чемпионат Европы 2012 против Словакии (1:0), Бесора вышел на 86 минуте вместо капитана Манеля Жименеса. Эта игра осталась единственной в карьере Жуакима за национальную команду.
В 2014 году играл за мини-футбольную сборную Андорры, принимал участие в квалификации на чемпионат Европы 2016.

## Достижения
- Серебряный призёр чемпионата Андорры (2): 2010/11, 2013/14
- Бронзовый призёр чемпионата Андорры (1): 2012/13
- Обладатель Кубка Андорры (2): 2011, 2013